# Noor Koekelkoren
Noor Koekelkoren (Leuven, 6 maart 2005) is een Belgische atlete, die gespecialiseerd is in het hordelopen. Ze veroverde één Belgische titel.

## Loopbaan

### Jeugd
Koekelkoren behaalde zes Belgische titels bij de jeugd. Vijf in het hordelopen en een bij het verspringen. In 2022 nam ze op de 100 m horden deel aan de EK U18 in Jeruzalem, Israël, waar ze tiende werd. Op de WK U20 in 2024 in Lima, Peru, bereikte ze op hetzelfde nummer de finale. Uiteindelijk werd ze zevende.

### Senioren
In 2023 en 2024 behaalde Koekelkoren haar eerste medailles op een Belgisch kampioenschap bij de senioren. Ze werd op de Belgische kampioenschappen indoor telkens tweede op de 60 meter horden. In 2025 won ze haar eerste Belgische indoortitel op de 60 m horden en op het EK U23 in Bergen (Noorwegen) bereikte ze de finale. Ze werd zevende.

### Clubs en trainer
Koekelkoren, die afkomstig is van Hoegaarden, zette haar eerste stappen in de atletiek bij Racing Club Tienen. Ze stapte over naar Daring Club Leuven Atletiek. Ze wordt getraind door Dries Peeters.

## Belgische kampioenschappen
Indoor
| Onderdeel   | Jaar |
| ----------- | ---- |
| 60 m horden | 2025 |

## Persoonlijke records

### Outdoor
| Onderdeel    | Prestatie | Wind     | Datum       | Plaats         |
| ------------ | --------- | -------- | ----------- | -------------- |
| 100m         | 11,75s    | +1,3 m/s | 18 mei 2025 | Brussel        |
| 100 m horden | 13,03s    | +1,4 m/s | 29 mei 2025 | Heusden-Zolder |

### Indoor
| Onderdeel   | Prestatie | Datum            | Plaats |
| ----------- | --------- | ---------------- | ------ |
| 60m         | 7,64s     | 23 februari 2024 | Gent   |
| 60 m horden | 8,13s     | 2 maart 2025     | Gent   |

## Palmares

### 100 m horden
- 2022: 4e in 1/2 fin. EK U18  in Jeruzalem – 13,55s (+1,5 m/s)
- 2024: 7e WK U20 in Lima – 13,53s (-0,3 m/s)
- 2025: 8e FBK Games - 13,29s (+1,0 m/s)
- 2025: 7e EK U23 in Bergen - 13,38s (-1.7 m/s)
- 2025:  BK AC - 13,42s (-1,8 m/s)

### 60 m horden
- 2023:  BK indoor AC – 8,53s
- 2024:  BK indoor AC – 8,35s
- 2025:  BK indoor AC – 8,17s